# Алгачинский сельсовет
Алгачи́нский сельсове́т — муниципальное образование со статусом сельского поселения в составе Зейского района Амурской области. 
Административный центр — село Алгач.

## История
Алгачинский сельсовет образован решением исполкома Амурского областного Совета народных депутатов от 25 мая 1979 года № 246 в связи с перенесением центра сельсовета из с. Березовки в с. Алгач.
31 октября 2005 года в соответствии с Законом Амурской области № 73-ОЗ муниципальное образование наделено статусом сельского поселения.

## Население
| 2002 | 2010 | 2011 | 2012 | 2013 | 2014 | 2015 |
| ---- | ---- | ---- | ---- | ---- | ---- | ---- |
| 672  | ↘532 | ↘530 | ↗531 | ↘513 | ↘495 | ↘463 |
| 2016 | 2017 | 2018 | 2021 |      |      |      |
| ↗476 | ↘458 | ↘442 | ↘320 |      |      |      |

## Состав сельского поселения
| № | Населённый пункт | Тип населённого пункта       | Население |
| - | ---------------- | ---------------------------- | --------- |
| 1 | Алгач            | село, административный центр | ↘320      |